# Suzanne, Ardennes
Suzanne är en kommun i departementet Ardennes i regionen Grand Est (tidigare regionen Champagne-Ardenne) i nordöstra Frankrike. Kommunen ligger  i kantonen Tourteron som ligger i arrondissementet Vouziers. År 2022 hade Suzanne 56 invånare.

## Befolkningsutveckling
Antalet invånare i kommunen Suzanne
Referens: INSEE